# Бертоне, Нуччо
Джузеппе Бертоне (итал. Giuseppe Bertone), более известный как Нуччо Бертоне (итал. Nuccio Bertone; 4 июля 1914, Турин — 26 февраля 1997, там же) — известный автомобильный дизайнер и конструктор.

## Биография
После Второй мировой войны Джузеппе Бертоне получил от своего отца Джованни (Giovanni Bertone) автомобильное ателье Carrozzeria Bertone, растущий малый бизнес в автомобилестроении и проектировании двигателей. После гонок на автомобилях Fiat, OSCA, Maserati и Ferrari Бертоне перешёл в конструирование, согласившись построить свой первый автомобиль — это была целая серия моделей MG 200, представленная в 1952 году на Туринском автосалоне. В том же году он обратил внимание на Парижский автосалон и выбрал концепцию Abarth для проектирования замены Alfa Romeo Disco Volante. Это были легковые автомобили, так называемые Alfa Romeo BAT (Berlina Aerodinamica Technica), используемые как шасси для Alfa Romeo 1900 Sprint.
Двумя годами позже в Турине Бертоне представил концепт-кар Storm Z на основе шасси Dodge вместе с его последними концепциями BAT и прототип Alfa Romeo Giulietta Sprint, которые станут основными продуктами компании на ближайшие годы. Бертоне построено более 31 000 корпусов в 1960 году, в том числе Fiat 850 Spider, Fiat Dino, Simca 1200S, Alfa Romeo Montreal и Lamborghini. Его 100-й дизайн-проект — специальный Ford Mustang, представленный в 1965 году на Нью-Йоркском автошоу (заказ Automobile Quarterly).
Дизайн моделей Ferrari от Бертоне стал радикальной переменой для этой компании и навлёк гнев фирмы-конкурента Pininfarina. Два купе 250GT были лишь предвестниками перед противоречивой моделью 308GT4 в 1970-х.